# 세뇨

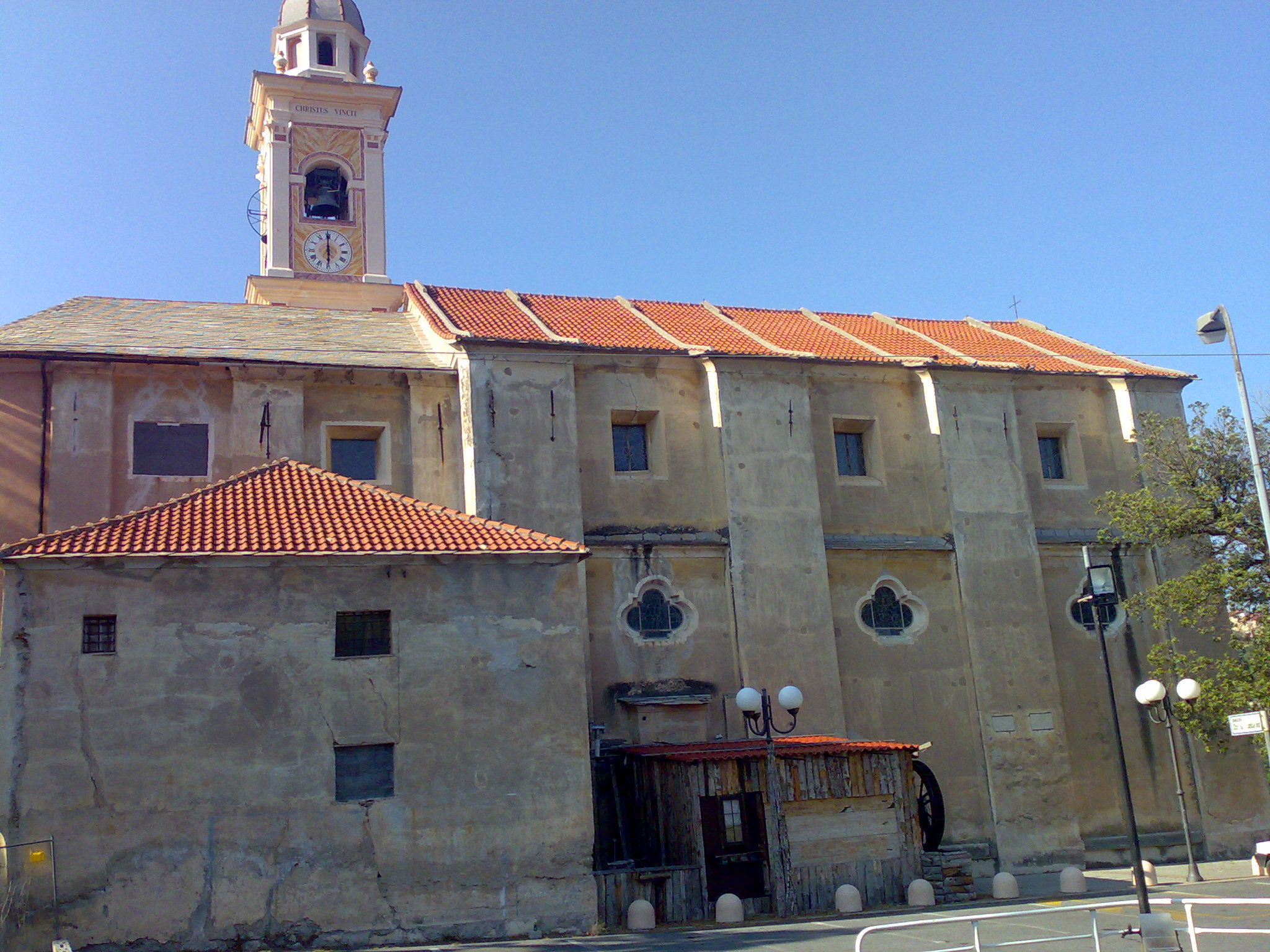

세뇨(Segno)는 리구리아주 지역의 북서부 이탈리아의 한 마을이다. 바도리구레 코무네에 속해 있다.
이 지역은 산악 자전거타기, 크로스컨트리 달리기, 트레일 앤드 크로스컨트리 모터바이크, 하이킹을 포함한 실외 스포츠로도 유명하다.

## 행사
- 에스카르고 축제 (6월 초)
- 물고기 축제 (7월 중순)
- 가지 축제 (8월 초)